# 感謝上帝
《感謝上帝》（法語：Grâce à Dieu）是一部2019年法國和比利時合拍宗教傳記驚悚劇情片，由法蘭索瓦·歐容執導。它在第69屆柏林影展上獲得了評審團大獎銀熊獎。电影的主体拍摄在法国的巴黎以及比利时等地进行，从2018年2月12日开始，同年4月13日结束。這部電影於2019年2月20日在法國上映，一周後在比利時上映，並獲得了好評。

## 內容
亞歷山大·弗朗索瓦和伊曼紐爾·亞歷山大曾在孩提時代受到尊敬的神父─伯納德·普雷納特性侵害。
成年後，他們發現加害人已被調任、且這些事件明顯地始終被沉默著的教會所掩蓋時，那些仍然傷痕累累、並面臨著難以克服的信仰挑戰的受害人開始著手組織協會，期盼能獲得正式的道歉。

## 相關事件
電影中被點名的當事牧師伯納德·普雷納特曾試圖阻止其在法國上映，但未成功。

## 演員列表
- 梅爾維爾·珀波：亞歷山大·蓋林
- 丹尼斯·梅諾切特：François Debord
- 史旺·亞勞德：Emmanuel Thomassin
- 艾力克·卡拉沃加：伯納德·普雷納特
- 弗朗索瓦·馬丁胡列：斐理伯·巴爾巴蘭
- 法蘭索瓦·馬圖赫：伯納德·普雷納特
- Josiane Balasko：Irène Thomassin
- Martine Erhel：Régine Maire
- Hélène Vincent：Odile Debord
- Frédéric Pierrot：Captain Courteau
- Aurélia Petit：Marie Guérin

## 外部連結
- 互联网电影数据库（IMDb）上《感謝上帝》的资料（英文）